# Vega de Tera
Vega de Tera – gmina w Hiszpanii, w prowincji Zamora, w Kastylii i León, o powierzchni 44,15 km². W 2011 roku gmina liczyła 394 mieszkańców.